# Barsingerhorn

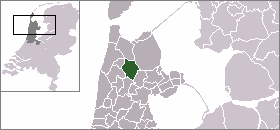
Mapa da localização de Niedorp.

Mapa da localização de Barsingerhorn no município de Niedorp.

Barsingerhorn (frísio ocidental: Barregórre) (52° 47′ N, 4° 52′ L) é uma cidade neerlandesa na região Frísia Ocidental, na província Holanda do Norte. Barsingerhorn faz parte do município de Niedorp, e situa-se cerca de 13 km ao norte de Heerhugowaard. Ela recebeu a qualificação de cidade em 1415.
Em 2001, a cidade de Barsingerhorn tinha 251 habitantes. A área construída da cidade tinha 0,053 km ², e continha 101 residências. A área estatística de Barsingerhorn, que também pode incluir a periféria da aldeia, assim como a paisagem circundante, tem uma população de cerca de 740 habitantes.
Até 1990, Barsingerhorn era um município separado.